# Polo aquático nos Jogos Olímpicos de Verão de 2024
Os torneios de polo aquático nos Jogos Olímpicos de Verão de 2024 foram disputados entre 27 de julho e 11 de agosto de 2024, com as preliminares ocorrendo no Centro Aquático de Paris, em Saint-Denis, e a fase final no Paris La Défense Arena, em Nanterre, na França.

## Qualificação
Foram colocadas em disputa 20 vagas, sendo 11 para o torneio masculino e 9 para o feminino, durante o processo de classificação olímpica. Por ser país-sede, a França tinha uma vaga garantida em cada um dos torneios, totalizando 12 equipes masculinas e 10 femininas. Cada Comitê Olímpico Nacional (CON) poderia se qualificar para as competições com base no Campeonato Mundial de 2023 e 2024 e em eventos continentais disputados entre 2022 e 2024. África e Oceania não realizaram uma qualificatória e a classificação se deu através das melhores posições no mundial de 2024. Como a África do Sul desistiu de participar dos dois naipes, as vagas foram redistribuídas de acordo com o ranking geral da World Aquatics, ficando com a Romênia no masculino e o Canadá no feminino.
Masculino
| Método                       | Data                                | Local   | Vagas | Classificado                           |
| ---------------------------- | ----------------------------------- | ------- | ----- | -------------------------------------- |
| País-sede                    | —                                   | —       | 1     | França                                 |
| Campeonato Mundial de 2023   | 17–29 de julho de 2023              | Japão   | 2     | Hungria · Grécia                       |
| Jogos Asiáticos de 2022      | 2–7 de outubro de 2023              | China   | 1     | Japão                                  |
| Jogos Pan-Americanos de 2023 | 30 de outubro–4 de novembro de 2023 | Chile   | 1     | Estados Unidos                         |
| Campeonato Europeu de 2024   | 4–16 de janeiro de 2024             | Croácia | 1     | Espanha                                |
| Campeonato Mundial de 2024   | 5–17 de fevereiro de 2024           | Catar   | 4     | Croácia · Itália · Sérvia · Montenegro |
| Indicado da África           | —                                   | —       | 1     | África do Sul                          |
| Indicado da Oceania          | —                                   | —       | 1     | Austrália                              |
| Realocação                   | —                                   | —       | 1     | Romênia                                |
| Total                        |                                     |         | 12    |                                        |

- Notas:

1. ↑  A África do Sul desistiu em participar do torneio e sua vaga foi ocupada pela Romênia.[5]

Feminino
| Método                       | Data                                | Local         | Vagas | Classificado            |
| ---------------------------- | ----------------------------------- | ------------- | ----- | ----------------------- |
| País-sede                    | —                                   | —             | 1     | França                  |
| Campeonato Mundial de 2023   | 16–28 de julho de 2023              | Japão         | 2     | Países Baixos · Espanha |
| Torneio de Qualificação      | 11–12 de agosto de 2023             | Austrália     | 1     | Austrália               |
| Jogos Asiáticos de 2022      | 25 de setembro–1 de outubro de 2023 | China         | 1     | China                   |
| Jogos Pan-Americanos de 2023 | 30 de outubro–4 de novembro de 2023 | Chile         | 1     | Estados Unidos          |
| Campeonato Europeu de 2024   | 5–13 de janeiro de 2024             | Países Baixos | 1     | Grécia                  |
| Campeonato Mundial de 2024   | 4–16 de fevereiro de 2024           | Catar         | 2     | Hungria · Itália        |
| Indicado da África           | —                                   | —             | 1     | África do Sul           |
| Realocação                   | —                                   | —             | 1     | Canadá                  |
| Total                        |                                     |               | 10    |                         |

- Notas:

1. ↑  A África do Sul desistiu em participar do torneio e sua vaga foi ocupada pelo Canadá.[6]

## Nações participantes
| Nação              | Masculino | Feminino | Competidores |
| ------------------ | --------- | -------- | ------------ |
| AUS Austrália      | Yes       | Yes      | 26           |
| CAN Canadá         |           | Yes      | 13           |
| CHN China          |           | Yes      | 13           |
| CRO Croácia        | Yes       |          | 13           |
| ESP Espanha        | Yes       | Yes      | 26           |
| USA Estados Unidos | Yes       | Yes      | 26           |
| FRA França         | Yes       | Yes      | 26           |
| GRE Grécia         | Yes       | Yes      | 26           |
| HUN Hungria        | Yes       | Yes      | 26           |
| ITA Itália         | Yes       | Yes      | 26           |
| JPN Japão          | Yes       |          | 13           |
| MNE Montenegro     | Yes       |          | 13           |
| NED Países Baixos  |           | Yes      | 13           |
| ROU Romênia        | Yes       |          | 13           |
| SRB Sérvia         | Yes       |          | 13           |
| Total: 15 CONs     | 12        | 10       | 286          |

## Calendário
Os torneios de polo aquático foram realizados durante 16 dias, alternando entre a competição feminina e masculina, com as disputas de medalhas em 10 e 11 de agosto de 2024.
| G | Fase de grupos | QF | Quartas de final | SF | Semifinais | B | Disputa pelo bronze | F | Final |

| DataEvento | Sáb 27 jul | Dom 28 jul | Seg 29 jul | Ter 30 jul | Qua 31 jul | Qui 1 ago | Sex 2 ago | Sáb 3 ago | Dom 4 ago | Seg 5 ago | Ter 6 ago | Qua 7 ago | Qui 8 ago | Sex 9 ago | Sáb 10 ago | Sáb 10 ago | Dom 11 ago | Dom 11 ago |
| ---------- | ---------- | ---------- | ---------- | ---------- | ---------- | --------- | --------- | --------- | --------- | --------- | --------- | --------- | --------- | --------- | ---------- | ---------- | ---------- | ---------- |
| Masculino  |            | G          |            | G          |            | G         |           | G         |           | G         |           | QF        |           | SF        |            |            | B          | F          |
| Feminino   | G          |            | G          |            | G          |           | G         |           | G         |           | QF        |           | SF        |           | B          | F          |            |            |

## Medalhistas
| Evento             | Ouro | Prata | Bronze |
| ------------------ | --- | --- | --- |
| Masculino detalhes | Radoslav Filipović Dušan Mandić Strahinja Rašović Sava Ranđelović Miloš Ćuk Nikola Dedović Radomir Drašović Nikola Jakšić Nemanja Vico Nemanja Ubović Petar Jakšić Viktor Rašović Vladimir Mišović SRB Sérvia | Marko Bijač Rino Burić Loren Fatović Luka Lončar Maro Joković Luka Bukić Ante Vukičević Marko Žuvela Jerko Marinić Kragić Josip Vrlić Matias Biljaka Konstantin Kharkov Toni Popadić CRO Croácia              | Adrian Weinberg Johnny Hooper Marko Vavic Alex Obert Hannes Daube Luca Cupido Ben Hallock Dylan Woodhead Alex Bowen Chase Dodd Ryder Dodd Max Irving Drew Holland USA Estados Unidos                                         |
| Feminino detalhes  | Laura Ester Isabel Piralkova Anna Espar Beatriz Ortiz Nona Pérez Paula Crespí Elena Ruiz Pili Peña Judith Forca Paula Camus Maica García Godoy Paula Leitón Martina Terré ESP Espanha                         | Gabriella Palm Keesja Gofers Elle Armit Bronte Halligan Sienna Green Abby Andrews Charlize Andrews Sienna Hearn Zoe Arancini Alice Williams Matilda Kearns Danijela Jackovich Genevieve Longman AUS Austrália | Laura Aarts Iris Wolves Brigitte Sleeking Sabrina van der Sloot Maartje Keuning Simone van de Kraats Bente Rogge Vivian Sevenich Kitty-Lynn Joustra Lieke Rogge Lola Moolhuijzen Nina ten Broek Sarah Buis NED Países Baixos |

## Quadro de medalhas
| Ordem | País               | Medalha de ouro | Medalha de prata | Medalha de bronze |   | Ordem por total |
| ----- | ------------------ | --------------- | ---------------- | ----------------- | - | --------------- |
| 1     | ESP Espanha        | 1               |                  |                   | 1 | 1               |
|       | SRB Sérvia         | 1               |                  |                   | 1 | 1               |
| 3     | AUS Austrália      |                 | 1                |                   | 1 | 1               |
|       | CRO Croácia        |                 | 1                |                   | 1 | 1               |
| 5     | USA Estados Unidos |                 |                  | 1                 | 1 | 1               |
|       | NED Países Baixos  |                 |                  | 1                 | 1 | 1               |
| TOTAL | TOTAL              | 2               | 2                | 2                 | 6 | —               |